# Gzów
Gzów [pronunciación en polaco: /ɡzuf/] es un pueblo ubicado en el distrito administrativo de Gmina Słupia, dentro del Distrito de Skierniewice, Voivodato de Łódź, en Polonia central. Se encuentra aproximadamente a 4 kilómetros al este de Słupia, a 15 kilómetros al suroeste de Skierniewice, y a 39 kilómetros al este de la capital regional Łódź.